# Gavino Scano
Gavino Scano (Austis, 8 agosto 1818 – Cagliari, 10 febbraio 1898) è stato un politico e giurista italiano.
Fu nominato senatore del Regno d'Italia nella XVII legislatura.
È stato Rettore dell'Università di Cagliari tra il 1882 ed il 1883.
Massone, fu membro della loggia Vittoria, fondata a Cagliari nel 1861.